# Drosophila similis
Drosophila similis este o specie de muște din genul Drosophila, familia Drosophilidae, descrisă de Samuel Wendell Williston  în anul 1896. Conform Catalogue of Life specia Drosophila similis nu are subspecii cunoscute.